# Лагеря ведьм
«Лагеря ведьм» (англ. witch camps) — поселения в Гане, где живут люди, изгнанные из своих деревень из-за подозрений в колдовстве.

## История и описание
Несмотря на правительственные запреты, в государствах Африки продолжает существовать вера в колдовство. В настоящее время людей, подозреваемых в колдовстве, которых раньше убивали, изгоняют из деревни. В Гане созданы специальные «лагеря ведьм», где могут жить подозреваемые в колдовстве (африканист Кирилл Бабаев сообщает о существовании таких лагерей также в Бенине и Того). Согласно статье социального антрополога Саибу Мутару 2018 года, лагеря были созданы в XIX—XX веках: «Большинство лагерей существуют несколько десятилетий. Во время своих исследований я выяснил, что некоторые из лагерей старше ста лет».
В Гане находится шесть лагерей, все они располагаются на севере страны: Гушегу (Gushegu), Набули (Nabuli), Кпатинга (Kpatinga), Гамбага (Gambaga), Гнани (Gnani), Кукуо (Kukuo). Только Кукуо имеет статус деревни, остальные прилегают к соответствующим деревням. Всего в лагерях живёт около тысячи человек, хотя точное число подсчитать невозможно из-за постоянного притока и оттока жителей.
Все лагеря, кроме Гушегу, управляются жрецами (tindaamba). В каждом лагере есть свой лидер — «царица ведьм» (magazia или gazia). Когда в лагерь приходит новый житель, то жрец проводит обряд очищения от колдовства. Жители лагеря получают жильё, работу, заводят новые семьи. Они живут в таких же хижинах из глины и соломы, как и везде в Гане, и в основном, занимаются сельским хозяйством. Родственники, особенно дети и внуки, некоторых подозреваемых в колдовстве приезжают в лагерь и иногда селятся с ними. Жителям лагеря помогают также религиозные и некоммерческие организации.

## Оценка
Феминистка, профессор Университета Ганы Дзодзи Циката заявляет: «Лагеря — это трагическое проявление статуса женщин в Гане. Больше всего страдают пожилые женщины, поскольку они не приносят пользу для общества». Некоторые журналисты и НКО называют «лагеря ведьм» тюрьмами.
Саибу Мутару сравнивает «лагеря ведьм» с описанными Ирвингом Гофманом тотальными институтами и с описанными Мишелем Фуко дисциплинарными институтами, где ограничиваются все аспекты жизнедеятельности (тюрьма и т. п.), и приходит к выводу, что «лагеря ведьм» — это не тюрьмы, а убежища, которое гарантируют безопасность для подозреваемых в колдовстве. Чиновники, жрецы и сами жители считают «лагеря ведьм» убежищем. Там нет забора или ворот, нет ограничений в передвижении, нет никаких форм контроля или режима.
Журналистка Карен Палмер, написавшая книгу о жизни в «лагерях ведьм», также подчёркивает, что это не тюрьмы, добавляя, что жителей удерживает в лагере только «страх возмездия». Сотрудник Международной сети по предотвращению жестокого обращения с престарелыми Сэм Тогба Слевион говорит о том, что в лагерях существуют «нечеловеческие условия», но при этом утверждает, что «женщины, живущие в этих лагерях, — это те, кому повезло».
Правительство Ганы, которое считает «лагеря ведьм» «пятном на репутации» государства, неоднократно заявляло о скором закрытии лагерей, в том числе в 2017 и 2018 годах.